# Chrosiothes iviei
Chrosiothes iviei är en spindelart som beskrevs av Claude Lévi 1964. Chrosiothes iviei ingår i släktet Chrosiothes och familjen klotspindlar. Inga underarter finns listade i Catalogue of Life.